# 官坝镇
官坝镇，是中华人民共和国重庆市忠县下辖的一个乡镇级行政单位。

## 行政区划
官坝镇下辖以下地区：
官坝社区、万全社区、高升村、赛马村、固国村、丰裕村、四友村、碾盘村、龙泉村、翠柏村、关心村、三峰村、新华村和五里村。